# Сан Калођеро (Вибо Валенција)
Сан Калођеро (итал. San Calogero) је насеље у Италији у округу Вибо Валенција, региону Калабрија.
Према процени из 2011. у насељу је живело 3630 становника. Насеље се налази на надморској висини од 281 м.

## Становништво
Према резултатима пописа становништва 2011. у општини је живело 4.460 становника.
| 1931. | 1936. | 1951. | 1961. | 1971. | 1981. | 1991. | 2001. | 2011. |
| ----- | ----- | ----- | ----- | ----- | ----- | ----- | ----- | ----- |
| 3.462 | 3.757 | 4.018 | 4.115 | 4.480 | 4.774 | 4.777 | 4.649 | 4.460 |